# Charlie Chan in the Secret Service
Charlie Chan in the Secret Service este un film american din 1944 regizat de Phil Rosen. Protagoniștii filmului sunt Sidney Toler ca Charlie Chan, Mantan Moreland și Arthur Loft.
Este primul film cu Charlie Chan produs de Monogram Pictures. 